# Gavino Angius
Gavino Angius (Sassari, 18 novembre 1946) è un politico italiano, deputato del PCI-PDS dal 1987 al 1996 e senatore dello stesso PDS e dei DS dal 1996 al 2008.
È stato capogruppo del suo partito al Senato dal 2001 al 2006 e vicepresidente dell'assemblea di palazzo Madama dal 2006 al 2008.
Inizialmente contrario alla confluenza dei DS nel Partito Democratico, ha partecipato alla rifondazione del Partito Socialista Italiano per poi aderire al PD nel 2009.

## Biografia

### Inizi nel PCI e adesione al Partito Democratico della Sinistra
Dopo essersi laureato in scienze politiche si iscrisse al Partito Comunista Italiano, di cui fu segretario comunale nella sua città. Per un breve periodo a metà degli anni ottanta fu segretario regionale del PCI della Sardegna. Con il PCI fu eletto per la prima volta deputato nel 1987. Quando nel 1991 si tenne l'ultimo congresso del PCI, che sancì la Svolta della Bolognina e la trasformazione in Partito Democratico della Sinistra, inizialmente Angius aderì al "Fronte del no", cioè l'area del partito che rifiutò di rinunciare all'ideologia comunista per adottare i valori socialisti. Successivamente però decise di rimanere nel PDS, di cui fu dirigente nazionale e presidente durante la segreteria di Massimo D'Alema.
Angius confermò il suo seggio anche nel 1992 e nel 1994, sempre per il PDS. Nel 1996 divenne invece senatore, ed al termine delle elezioni del 2001 (nelle quali il suo seggio di Orvieto fu confermato nel Senato della Repubblica) divenne capogruppo dei senatori dei Democratici di Sinistra.

### Senatore nei DS e l'adesione a Sinistra Democratica
Dal 4 luglio 2002 al 12 maggio 2003 fece parte della Commissione d'inchiesta sul dossier Mitrochin, ma si dimise dall'incarico quando annunciò che essa era uno strumento che la destra intendeva scagliare contro la sinistra. Nel 2004, insieme a molti altri esponenti de l'Unione, si fece promotore e firmatario di un referendum sulla fecondazione assistita, che però nelle consultazioni del 12 e 13 giugno non riuscì a raggiungere il quorum. Dal 4 maggio 2006 è uno dei vicepresidenti del Senato della Repubblica. È anche componente della XII Commissione Igiene e Sanità. Insieme ad Alberto Nigra, Franco Grillini e Mauro Zani fu tra i promotori della terza mozione "Per un partito nuovo, democratico e socialista", che al quarto congresso dei DS portò avanti una linea federativa, contro le ipotesi di scioglimento nel Partito Democratico assieme alla Margherita (scelta sostenuta dalla maggioranza del segretario Piero Fassino), e contro quelle di nuove formazioni politiche sostenute dalla corrente di Fabio Mussi. Inoltre, la mozione Angius-Zani chiedeva l'adesione del futuro PD al Partito Socialista Europeo e un rafforzamento delle posizioni laiche all'interno del nuovo partito.
La sua mozione ottenne il 9% contro il 15% di Mussi e il 76% di Fassino. Mussi, come già annunciato, lasciò i DS durante il congresso e si avviò alla formazione di un nuovo movimento politico collocato a sinistra del PD. Ma il 24 aprile 2007, con una lettera inviata alla dirigenza dei DS e pubblicata sul sito della corrente Socialisti Europei, anche Gavino Angius lasciò i Democratici di Sinistra, seguito da alcuni esponenti della sua mozione. La critica principale che Angius rivolgeva a Fassino era di aver risposto positivamente solo a parole alle proposte della mozione n° 3, senza chiarire quale sarebbe stata la collocazione del PD nel Parlamento europeo, e l'orientamento su temi giudicati fondamentali come la laicità dello Stato.
Il 5 maggio 2007 Angius fondò, assieme a Fabio Mussi e Cesare Salvi, il movimento Sinistra Democratica per il Socialismo europeo, ma alcuni mesi più tardi, il 4 settembre, Angius annunciò di voler lasciare il progetto di Sinistra Democratica in disaccordo con il progetto di Mussi di federarsi con i partiti della sinistra radicale (PRC, PdCI, Verdi) all'interno della cosiddetta "Cosa Rossa", poi denominata La Sinistra l'Arcobaleno.

### La Costituente Socialista e l'uscita da SD
Angius aderì piuttosto, insieme a Valdo Spini e Franco Grillini, alla Costituente Socialista promossa dallo SDI di Enrico Boselli, alla quale hanno aderito alcuni soggetti della diaspora socialista, con l'obiettivo di collocarsi nell'area del socialismo europeo, in posizione in qualche modo intermedia tra il Partito Democratico e la Cosa Rossa. L'adesione formale alla Costituente Socialista è avvenuta il 2 ottobre 2007 quando Angius ha lasciato il gruppo parlamentare di SD.

### L'iscrizione al Partito Democratico
Alle elezioni politiche della primavera 2008 Angius non viene rieletto in Parlamento a causa del cattivo risultato elettorale ottenuto dalla lista del Partito Socialista. Su l'Unità del 29 settembre 2008 Angius annuncia il suo avvicinamento al Partito Democratico e la conseguente uscita dal Partito Socialista, ritenuto un "progetto fallito". A seguirlo è parte del gruppo di "Democrazia e Socialismo", associazione prevalentemente composta dai sostenitori della sua mozione dell'ultimo congresso DS. Il 10 luglio 2009 dichiara la sua iscrizione al Partito Democratico e il suo sostegno alla candidatura di Pier Luigi Bersani nel congresso di ottobre.
Nel 2017 aderisce ad Articolo 1 - Movimento Democratico e Progressista.